# Фролов, Василий Михайлович
Василий Михайлович Фролов (17 мая 1910, дер. Конопляновка, Курская губерния — 13 февраля 1940, Выборгская губерния) — участник Советско-финской войны 1939—1940 годов, командир разведывательной роты 679-го стрелкового полка 113-й стрелковой дивизии 7-й армии Северо-Западного фронта, младший лейтенант. Герой Советского Союза.

## Биография
В Красной Армии с 1932 года. Окончил военное пехотное училище.
Во время советско-финской войны 1939—1940 годов командир разведывательной роты 679-го стрелкового полка (113-я стрелковая дивизия, 7-я армия, Северо-Западный фронт) кандидат в члены ВКП(б) младший лейтенант Василий Фролов отличился 9 февраля 1940 года в районе высоты «Груша». Оперативная группа под его командованием овладела высотой, блокировала огневые точки врага, чем способствовала занятию важного рубежа стрелковыми подразделениями.
В этом бою лично взорвал дзот противника. Был тяжело ранен. Скончался в госпитале от ран 13 февраля 1940 года.
Указом Президиума Верховного Совета СССР от 21 марта 1940 года «за образцовое выполнение боевых заданий командования на фронте борьбы с финской белогвардейщиной и проявленные при этом отвагу и геройство» младшему лейтенанту Фролову Василию Михайловичу посмертно присвоено звание Героя Советского Союза.
Похоронен в братской могиле в урочище Солдатское на территории Полянского сельского поселения Выборгского района Ленинградской области.

## Награды
- Медаль «Золотая Звезда» Героя Советского Союза
- Орден Ленина